# Waakirchen

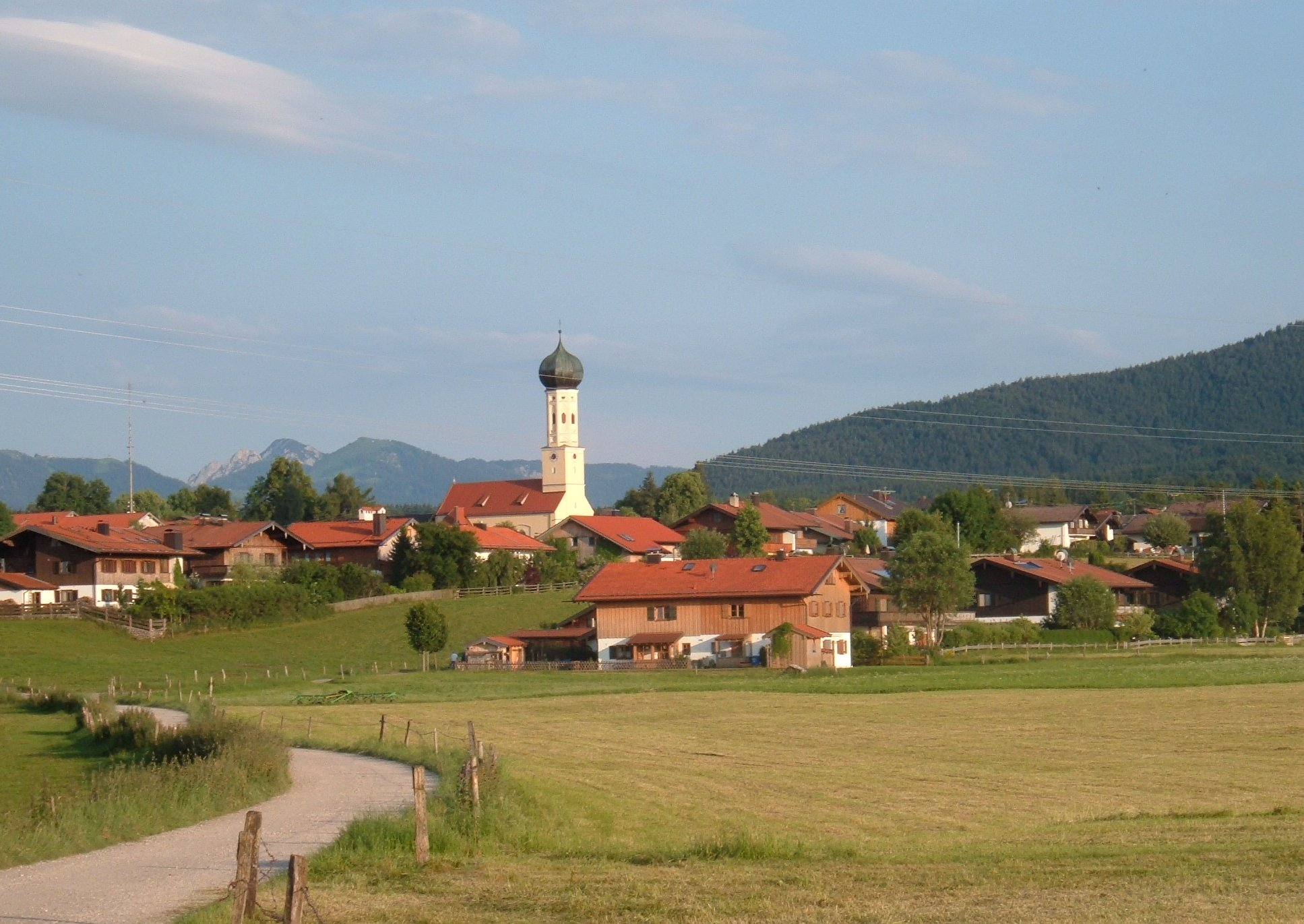
Waakirchen

Waakirchen ist eine Gemeinde im Westen des oberbayerischen Landkreises Miesbach.

## Geografie

### Geografische Lage
Waakirchen liegt auf dem Seitenmoränenzug zwischen den ehemaligen Isar- und Tegernsee-Gletschern.
Die Ortschaft Waakirchen befindet sich an der Bundesstraße 472 zwischen Bad Tölz (acht Kilometer) und Miesbach (zwölf Kilometer). Nach Holzkirchen und zur Bundesautobahn 8 sind es 16 km, zum Tegernsee nur fünf Kilometer und nach München 48 km.

### Gemeindegliederung
Es gibt 31 Gemeindeteile (in Klammern ist der Siedlungstyp angegeben):
- Allerer (Einöde)
- Anger (Kirchdorf)
- Berg (Weiler)
- Demmelberg (Einöde)
- Frauenreit (Einöde)
- Fuchsloch (Weiler)
- Georgenried (Einöde)
- Haslach (Einöde)
- Hauserdörfl (Dorf)
- Hinterholz (Einöde)
- Hirschstätt (Weiler)
- Hörpoint (Einöde)
- Kammerloh (Weiler)
- Kappelschuster (Weiler)
- Keilsried (Weiler)
- Krottenthal (Weiler)
- Krottenthaler Alm (Weiler)
- Marienstein (Dorf)
- Piesenkam (Kirchdorf)
- Point (Dorf)
- Praßberg (Weiler)
- Raßhof (Einöde)
- Rieder (Weiler)
- Riedern (Einöden)
- Sarreit (Einöde)
- Schaftlach (Pfarrdorf)
- Staudach (Dorf)
- Steinberg (Einöde)
- Stelzerhof (Einöde)
- Urschenthal (Einöde)
- Waakirchen (Pfarrdorf)

### Gewässer
Auf dem Gebiet der Gemeinde Waakirchen verlaufen der Rinnenbach und der Festenbach.

### Natur
Folgende Schutzgebiete berühren das Gemeindegebiet:
- Landschaftsschutzgebiet Schutz der Egartenlandschaft um Miesbach (LSG-00550.01)
- Fauna-Flora-Habitat-Gebiet Attenloher Filzen und Mariensteiner Moore (8235-371)
- Fauna-Flora-Habitat-Gebiet Flyschberge bei Bad Wiessee (8236-371)

## Geschichte

### Gemeindegründung
Waakirchen wurde im Zuge der Verwaltungsreformen in Bayern 1818 eine selbständige politische Gemeinde.

### Eingemeindungen
Am 1. Mai 1978 wurde im Zuge der Gebietsreform die Gemeinde Schaftlach eingegliedert.

### Einwohnerentwicklung
Zwischen 1988 und 2018 wuchs die Gemeinde von 4795 auf 5801 um 1006 Einwohner bzw. um 21 %.
| Jahr      | 1840 | 1871 | 1900 | 1925 | 1939 | 1950 | 1961 | 1970 | 1987 | 1991 | 1995 | 2000 | 2005 | 2010 | 2015 |
| --------- | ---- | ---- | ---- | ---- | ---- | ---- | ---- | ---- | ---- | ---- | ---- | ---- | ---- | ---- | ---- |
| Einwohner | 1022 | 1020 | 1654 | 2472 | 2864 | 4317 | 4065 | 4184 | 4692 | 5050 | 5178 | 5442 | 5510 | 5535 | 5661 |

## Politik

### Gemeinderat
Bei der Kommunalwahl am 15. März 2020 ergab sich aus dem rechts dargestellten Ergebnis folgende Sitzverteilung:
| Partei / Liste | 2014 | 2020 |
| -------------- | ---- | ---- |
| CSU            | 6    | 5    |
| FWG            | 8    | 5    |
| Grüne          | –    | 3    |
| ABV            | 4    | 3    |
| WIR            | -    | 2    |
| FW             | –    | 1    |
| SPD            | 2    | 1    |
| Gesamt         | 20   | 20   |

### Bürgermeister
Norbert Kerkel (Freie Wähler Gemeinschaft Waakirchen-Schaftlach, geboren 1964) ist seit 1. Mai 2020 Erster Bürgermeister. Dieser wurde bei der Kommunalwahl 2020 mit 54,3 % der gültigen Stimmen in der Stichwahl ins Amt gewählt. Er ist der Sohn des ehemaligen Waakirchner Bürgermeisters und ehemaligen Miesbacher Landrats Norbert Kerkel. 
Vorgänger als Erster Bürgermeister war von 2008 bis 2020 Sepp Hartl.

### Wappen
| Wappen der Gemeinde Waakirchen | Blasonierung: „Unter einem silbernen Schildhaupt, darin zwei mit den Stängeln gekreuzte grüne Seeblätter, in Blau gekreuzt ein goldener Morgenstern und ein goldener Bergmannshammer.“ |
| Wappen der Gemeinde Waakirchen | Das Wappen wird seit 1956 geführt. |

### Fahne
Die Fahne der Gemeinde ist grün-gelb mit dem Gemeindewappen in der Mitte.

## Bauwerke
An der Einmündung der Tegernseer Straße in die B 472 befindet sich das Oberländerdenkmal. Dieses am 20. August 1905 im Beisein S. K. H. Prinz Ludwig von Bayern eingeweihte Denkmal erinnert an die Gefallenen der Sendlinger Mordweihnacht im Dezember 1705. Der Löwe mit der Lanze stammt von Hygin Kiene, die vier Reliefs auf dem Sockel (Szenen aus der Sendlinger Mordweihnacht) schuf der Münchner Bildhauer Anton Kaindl.
In der Heilig-Kreuz-Kirche in Schaftlach hängt das Schaftlacher Kreuz, eines der ältesten Monumental-Kruzifixe überhaupt. Bei einer Restaurierung stellte sich heraus, dass das Kreuz auf ca. 970 zu datieren ist. Man vermutet, dass es aus dem Kloster Tegernsee stammt.
Im Gemeindeteil Georgenried steht die Filialkirche St. Georg, ein kleines, einschiffiges spätgotisches Bauwerk aus den Jahren 1525–1528 mit frühbarocken Altären.

## Verkehr
Im Gemeindeteil Schaftlach halten am gleichnamigen Bahnhof im Stundentakt Regionalbahn-Züge auf den Strecken München–Lenggries und Schaftlach–Tegernsee. Diese werden von der Bayerischen Oberlandbahn befahren.
Waakirchen liegt am Bodensee-Königssee-Radweg, welcher in Lindau beginnt und zum Königssee bei Berchtesgaden führt.

## Persönlichkeiten

### Söhne und Töchter der Stadt
- Silvia Bovenschen (* 5. März 1946 in Point bei Waakirchen; † 25. Oktober 2017 in Berlin), Literaturwissenschaftlerin, Schriftstellerin
- Hans Engl (* 12. Oktober 1944 in Waakirchen), Alpinist und Höhenbergsteiger
- Balthasar Mayer (* 6. Januar 1644 in Waakirchen), angeblich der Schmied von Kochel

### Ehrenbürger
- Peter Westermeier (1920–2016), Erster Bürgermeister (SPD) in Waakirchen von 1960 bis 1984[12]
- Georg Gruber (1932–2014), Zweiter Bürgermeister in Waakirchen von 1972 bis 1984
- Otto Wesendonck (* 1939), Bildhauer[13]
- Josef Gast (* 1943), Alt-Gemeinderat und Landwirt in Waakirchen[14]